# Watch
"Watch" (estilizado em caixa baixa) é um single da cantora e compositora estadunidense Billie Eilish para seu EP de estreia Don't Smile at Me. Escrito e produzido por Finneas O'Connell, irmão de Eilish, o single foi lançado para download digital e streaming em 30 de junho de 2017, pela Interscope Records, como o terceiro single do EP.
Uma balada pop, a letra de "Watch" aborda Eilish deixando um relacionamento tóxico.  A música recebeu certificações de platina nos Estados Unidos, Austrália, Canadá e Reino Unido, pela Recording Industry Association of America (RIAA), Australian Recording Industry Association (ARIA), Music Canada (MC) e British Phonographic Industry (BPI), respectivamente.  Um videoclipe para a faixa foi lançado em 18 de setembro de 2017 e foi dirigido por Megan Park.  No visual, Eilish incendeia os resquícios de um relacionamento tóxico e termina com seu ex-amante.  "Watch" foi tocada ao vivo por Eilish durante sua turnê When We All Fall Asleep Tour de 2019.

## Bastidores
A masterização e a mixagem foram feitas pelo pessoal do estúdio, John Greenham e Rob Kinelski, respectivamente.  A música foi originalmente intitulada "Watch & Burn", antes de se tornar duas faixas separadas, uma sendo "Watch" e a outra "&Burn", uma colaboração com Vince Staples.